# Lingua babuza
La lingua babuza, nota anche come lingua babusa, favorlang, favorlangsch, jaborlang, poavosa, era una lingua parlata dal popolo Babuza e dal popolo Taokas, due etnie di aborigeni taiwanesi. Insieme alla lingua thao, quella babuza è l'unica a far parte della sottofamiglia delle lingue delle pianure occidentali, della più grande famiglia delle lingue austronesiane.
A seconda delle diverse versioni degli studiosi (secondo alcuni la lingua babuza sarebbe ormai estinta, mentre secondo altri è solo una lingua in pericolo), essa faceva o fa parte della sottofamiglia delle lingue formosane.
Il dialetto taokas è ritenuto estinto.